# Kultaranta
Kultaranta (en suédois Gullranda ; « plage dorée ») est la résidence d'été du président de la République de Finlande. Elle se trouve dans le district de Kultaranta, sur l'île de Luonnonmaa, à Naantali. Le manoir est entouré de 54 hectares de terrain et se compose de plusieurs parcs, bâtiments et serres. Le manoir se trouve dans l'endroit le plus haut.
Chaque année Kultaranta accueille environ 18 000 visiteurs. Kultaranta est un des sites culturels construits d'intérêt national de Finlande.

## Histoire

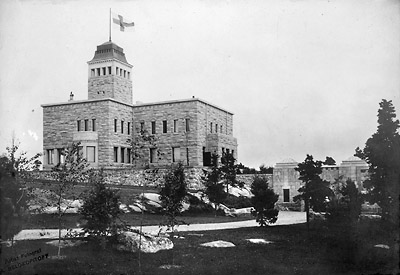
Vue de 1920.

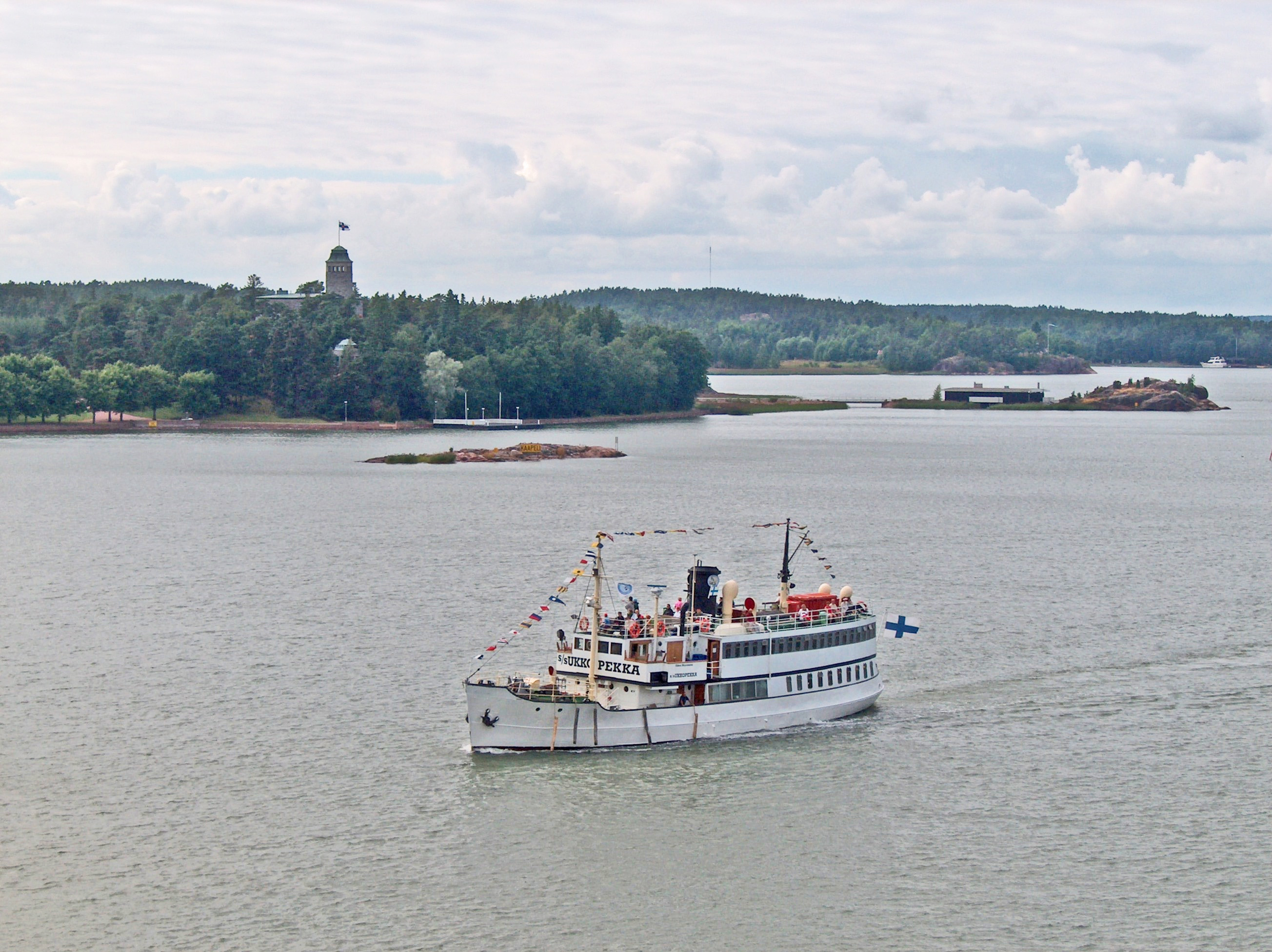
Kultaranta en 2006.

Le village de Kultaranta est connu depuis les années 1400 où, entre autres choses, se trouvait une abbaye.
Ce n'est qu'en 1900 que le village devint connu grâce au propriétaire initial de Kultaranta, l'homme d'affaires Alfred Kordelin. Il a fait construire un bâtiment en granit de 1914 à 1916. Ce château de 19 pièces a été construit par l'architecte Lars Sonck.
Alfred Kordelin y passa quelques été avant de mourir en 1917. Le manoir est ensuite devenu la propriété de l'université de Turku et, en 1922, l'Eduskunta vota l'acquisition pour l’utiliser en tant que résidence d'été du Président.
Le premier président de la République, Kaarlo Juho Ståhlberg, se rendait à Kultaranta seulement pour prendre du repos. Ce n'est que sous la présidence de Lauri Kristian Relander que le Président se rendit plus régulièrement dans la résidence officielle. Pendant la Seconde Guerre mondiale, Kultaranta est resté un lieu calme. Elle devint alors la résidence d'été du Président Risto Heikki Ryti et des hauts fonctionnaires. Carl Gustaf Emil Mannerheim s'y est rendu, mais du fait de son mauvais état de santé, n'y a pas passé d'été. Matti Tuominen est le jardinier de Kultaranta depuis 1991. Son prédécesseur était Paavo Korventausta.

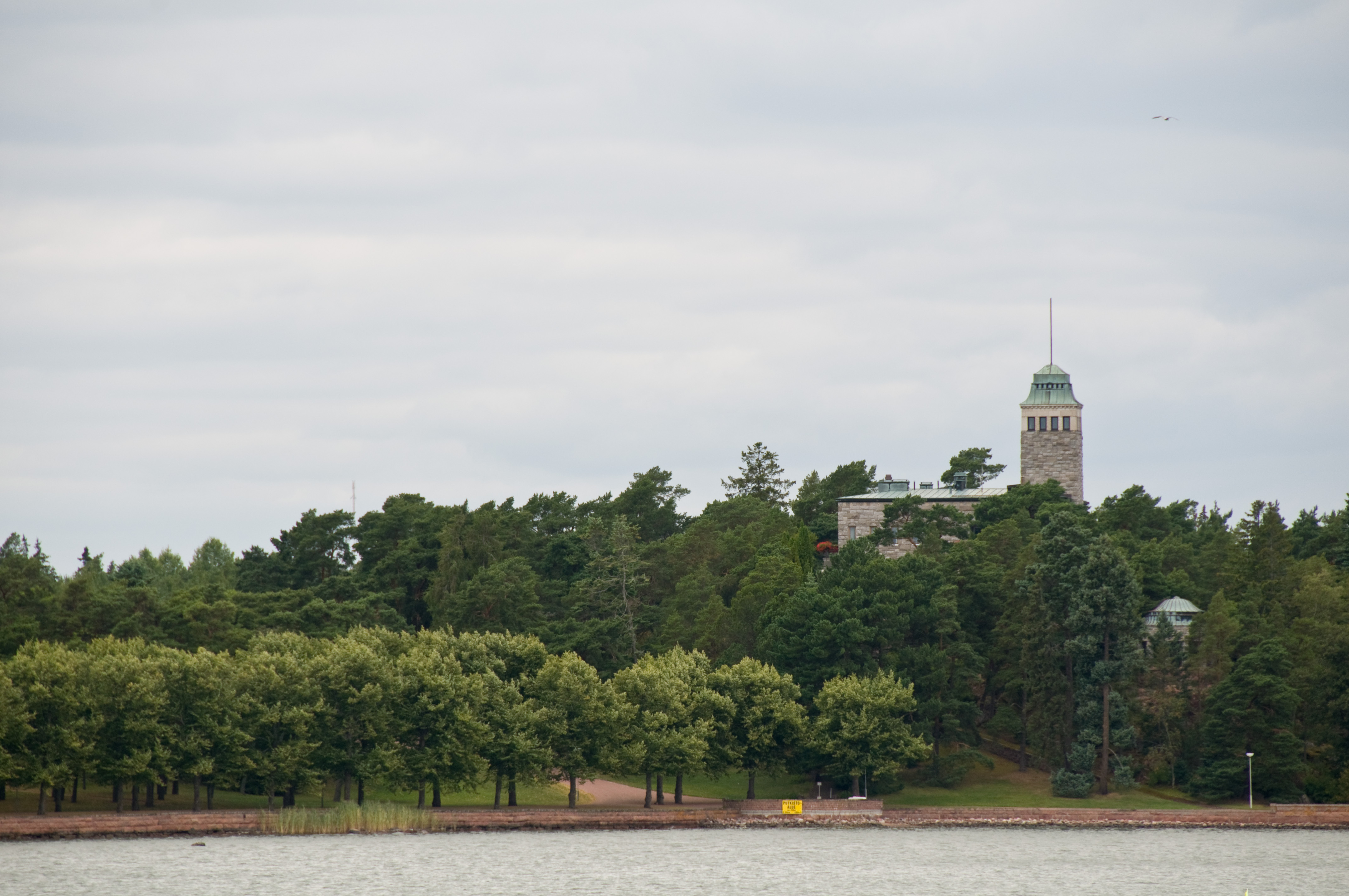
Kultaranta en 2008.

En été 2010, une première exposition artistique eut lieu à Kultaranta. Il y avait notamment dix sculptures en acier de Kari Huhtamon. L'exposition eut lieu à l'extérieur dans le jardin. La présidente Tarja Halonen a par ailleurs déclaré qu'il était possible que Kultaranta ait soit un parc d'exposition permanent soit une nouvelle exposition chaque année.

## Sites

### Château
Le principal bâtiment de Kultaranta, le château de granit, a été construit entre 1913 et 1916. À l'origine, le château a été construit sur la plage, mais Lars Sonck a déplacé le bâtiment principal sur son site actuel, à 18 mètres au-dessus du niveau de la mer. Le château a été réparé et agrandi en 1929. Aujourd'hui, il comprend 19 pièces. Le rez-de-chaussée contient les salles de réception (salle de banquet, salles de séjour) et les appartements privés. Au premier étage se trouvent les chambres, dont les chambres d'invités. Un escalier de marbre conduit du rez-de-chaussée à la tour, d'où il est possible de voir Naantali et le parc.
L'intérieur d'origine a été conservé, mais la plus grande partie des équipements d'origine a fini par être vendu aux enchères. De manière générale, les principaux changements d'intérieur du château ont eu lieu dans les années 1920.
Lorsque le président réside sur place, son pavillon est hissé au sommet de la tour du château par le sous-officier responsable du transport en bateau.

### Autres bâtiments
En plus du bâtiment principal, la propriété de l’État compte un certain nombre d'autres bâtiments, tels que le Munkkimäki, aussi appelé Villa Walton, et le petit château, qui sont essentiellement destinés au personnel.
En 2000, la construction près du rivage d'une maison d'invités de deux étages a pris fin. Les premiers visiteurs à s'y être rendus sont le roi de Suède Charles XVI et son épouse la reine Silvia.

## Parcs

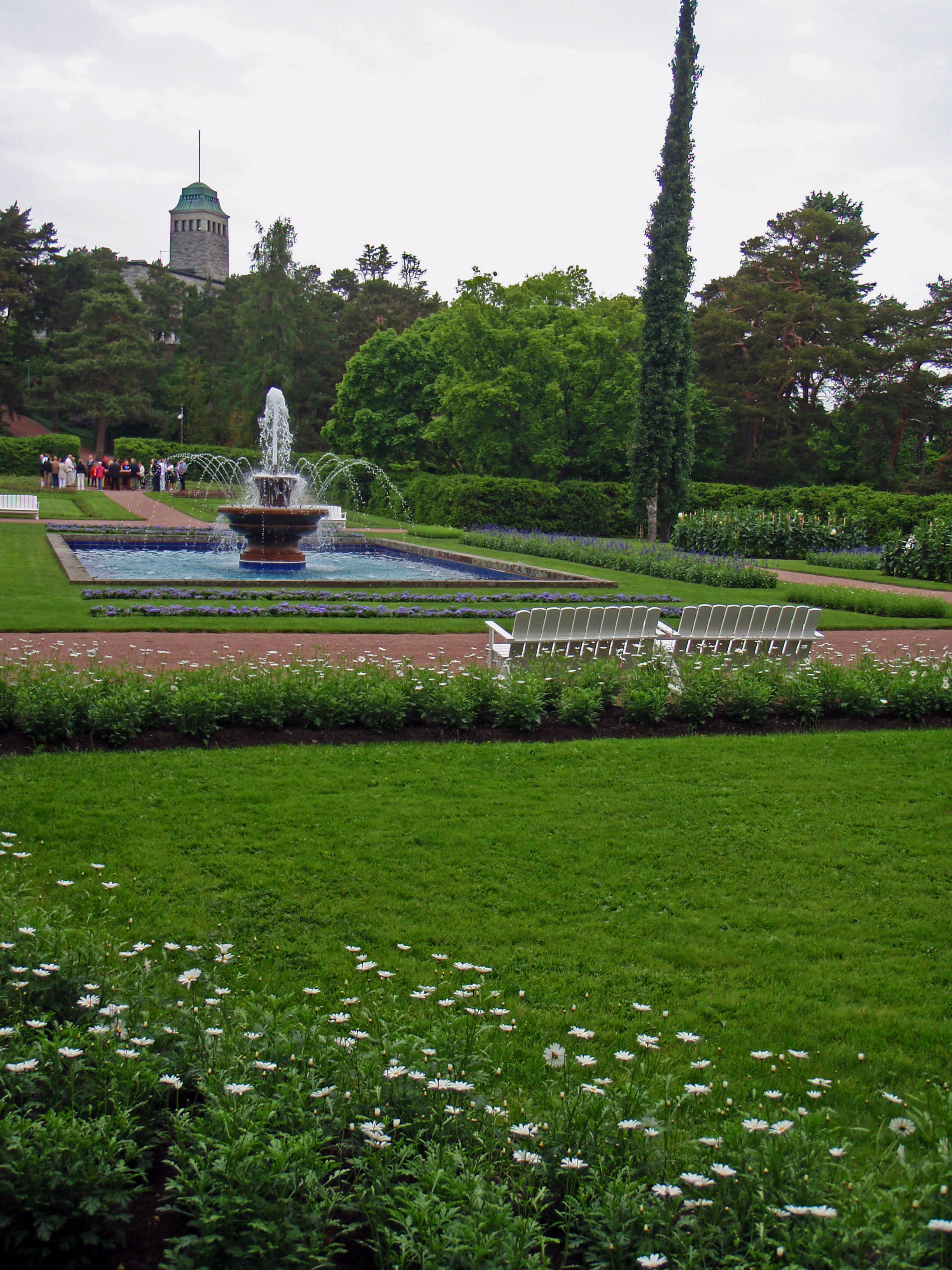
Le jardin à la française.

Le jardin de Kultaranta a été conçu par le jardinier de la ville d'Helsinki Svante Olsson et son fils, Paul Olsson, de 1914 à 1915. Le jardin est divisé en trois parties : le parc forestier, le jardin à la française et les terres cultivées.

### Metsäpuisto (parc forestier)
Le parc forestier est la plus vieille partie du jardin. Il entoure le bâtiment principal. Le côté nord est conservé dans un état naturel presque vierge. La zone a été nettoyée et seuls quelques chemins de terre y ont été construits. Il y avait auparavant une piste de bobsleigh, alors la seule de Finlande.

### Muotopuutarha (jardin à la française)
Le jardin à la française, de 16 hectares, aussi appelé « Medaljonki » (le « Médaillon »), est ouvert au public. Il s'y trouve environ 7 500 rosiers.

### Hyötypuutarha (les serres)
Les serres du parc fournissent la résidence présidentielle en légumes, en fruits et en fleurs toute l'année. Elles couvrent une superficie de 1 000 m2. Ceci permet à la présidence de faire des économies dans l'achat de produits tels que les carottes, navets, pommes de terre, salades, herbes, haricots et pois ainsi que d'un certain nombre de baies telles que les groseilles, les fraises et les bleuets en corymbe.

## Invités

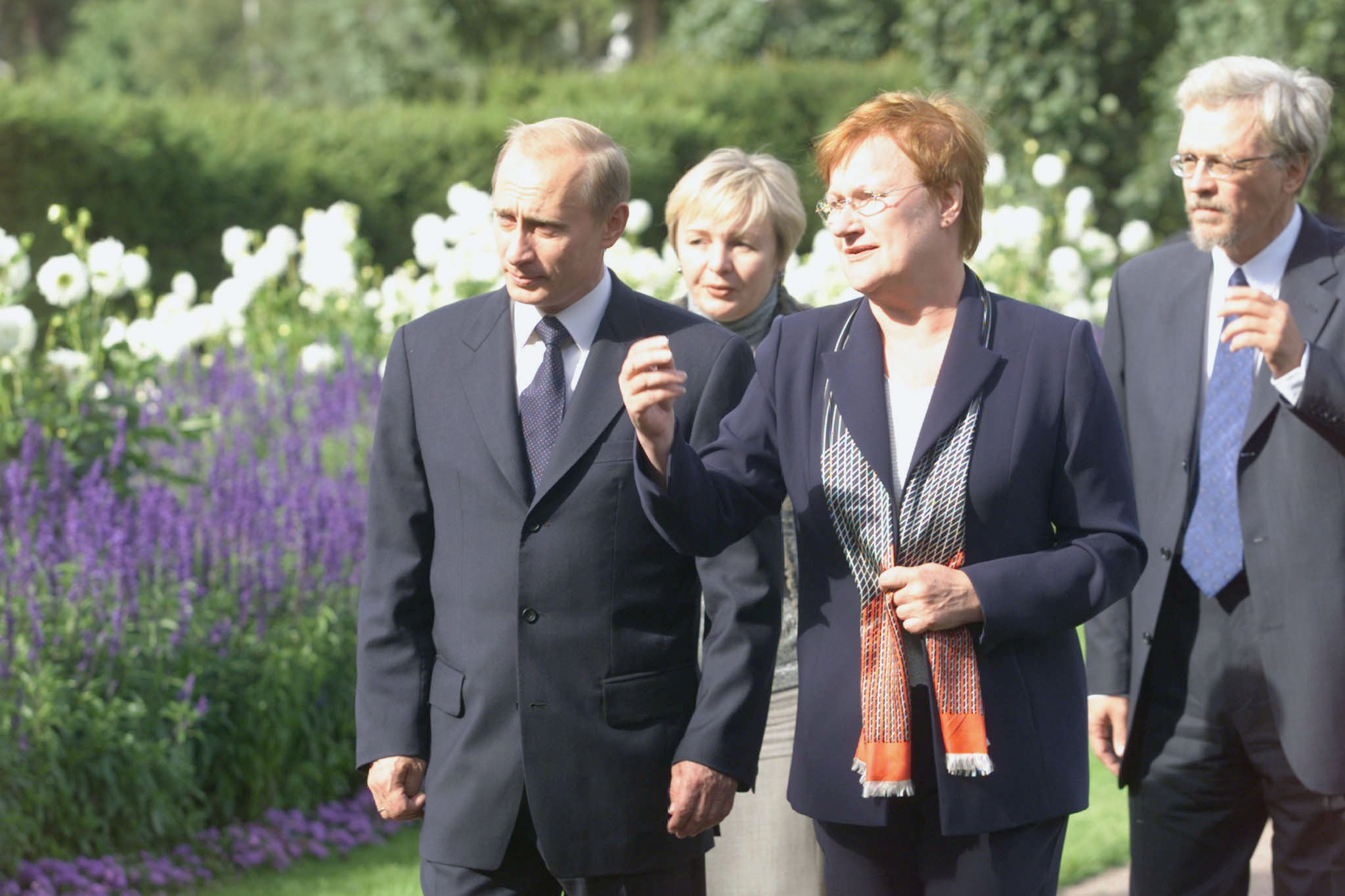
Le président russe Vladimir Poutine et Tarja Halonen à Kultaranta en 2001.

Le premier visiteur fut le roi Gustave V de Suède en 1927. La reine Élisabeth II et son époux le prince Philip, duc d’Édimbourg s'y sont rendus en 1976. George H. W. Bush, alors vice-président des États-Unis, s'y est rendu en 1983.
Parmi les invités de la présidente Tarja Halonen se trouvent notamment : le président russe Vladimir Poutine (qui s'y est rendu deux fois), le roi Charles XVI Gustave de Suède à deux reprises lui aussi, le secrétaire général de l'ONU Kofi Annan, le président hongrois Ferenc Mádl, la présidente lettone Vaira Vike-Freiberga, le directeur de la FAO Jacques Diouf en 2002, le président de la Commission européenne Romano Prodi en 2004 et le président pakistanais Pervez Musharraf en 2004.

## Sources
- (fi) Cet article est partiellement ou en totalité issu de l’article de Wikipédia en finnois intitulé « Kultaranta » (voir la liste des auteurs).

## Compléments